# Nom islandès

Un simple arbre genealògic, mostrant el sistema de nomenament islandès.

Els noms islandesos difereixen de la majoria dels sistemes de cognoms occidentals. En el cas islandès, el nomenament és cognom patronímic (i, en certs casos, matronímic), i es refereix al pare (o mare) immediat del subjecte a nomenar. És a dir, no hi ha un seguiment del llinatge històric en el nom. A Islàndia es manté encara el sistema de noms arcaic nòrdic. Els principals motius per a la conservació d'aquest sistema, suprimit d'ençà de fa segles en la resta d'Europa, són el desig dels islandesos de conservar les seves tradicions culturals i, sobretot, lingüístiques, així com l'escàs nombre d'habitants d'Islàndia.
Islàndia comparteix un heretatge cultural amb els països escandinaus de Suècia, Noruega i Dinamarca. Els islandesos, de manera diferent dels altres escandinaus, han continuat usant el seu sistema de nomenament tradicional, que de fet es feia servir anteriorment a tota Escandinàvia.
El sistema islandès no usa noms familiars. El cognom d'una persona indica el nom del pare (o la mare en alguns casos) del subjecte. Hi ha alguns noms familiars a Islàndia; la majoria són heretats per pares d'origen estranger, però d'altres són adoptats. Un islandès famós que té un nom de família heretat és el futbolista Eiður Smári Guðjohnsen. Fins a l'any 1925 era legal d'adoptar un nou nom familiar. Un islandès famós que ho va fer d'aquesta manera va ser el guanyador del Premi Nobel Halldór Laxness. D'aleshores ençà, no es pot adoptar un nom familiar si no és que s'hi té "dret" a causa de l'heretatge.

## Nomenament típic islandès
El mode de creació d'un "cognom" és molt simple. En la majoria dels casos es pren el nom del pare en genitiu i s'hi afegeix la terminació -son (per a un nen) o -dóttir (per a una nena). Els cognoms creats a partir del nom de la mare són també legalment acceptats i, en els darrers anys, han adquirit una gran acceptació i ús, entre altres coses per raó de l'augment del nombre de mares solteres.
Per exemple, un home anomenat Jón Einarsson té un fill anomenat Ólafur. El cognom de Ólafur no serà Einarsson com amb el seu pare, sinó que serà Jónsson, que indica que Ólafur és fill de Jón (Jón + són, que significa fill).
La mateixa pràctica es fa servir amb les filles. La filla de Jón Einarsson, Sigríður, no tindrà el cognom Einarsson. Tindrà el cognom Jónsdóttir. De nou, aquest indica literalment que Sigríður és la filla de Jón (Jón + dóttir, que significa filla).
En alguns casos, un cognom individual deriva del nom mitjà dels pares del subjecte, en comptes del primer nom. Per exemple, si Jón és el fill de Hjálmar Arnar Vilhjálmsson, ell pot ser anomenat tant Jón Hjálmarsson (Jón fill de Hjálmar) com Jón Arnarsson (Jón fill de Arnar).
En els casos en què dues persones del mateix cercle social porten el mateix primer nom i el mateix nom del pare, són distingits socialment pel nom paternal del seu avi. Per exemple, Jón Þórsson Bjarnarson (Jón fill de Þór Bjarnarson) i Jón Þórsson Hallsson (Jón fill de Þór Hallsson). Aquest mètode no és gaire comú (ja que els noms mitjans són més comuns), però aquest seguiment de llinatges pot observar-se en les sagues.
- Exemple: El matrimoni format per Helgi Sveinbjargarson, marit, i Ásdís Þorkelsdóttir, dona, tenen un fill (Ýmir) i una filla (Þóra). Els noms dels fills seran per tant Ýmir Helgason (literalment "Ýmir fill de Helgi") i Þóra Helgadóttir ("Þóra filla de Helgi"). També es pot triar de formar el cognom a partir del nom de la mare (igualment en genitiu) i no utilitzar-ne el del pare. En aquest cas tindríem Ýmir Ásdísarson i Þóra Ásdísardóttir. Aquesta darrera possibilitat és molt infreqüent, ja que els islandesos encara estan acostumats a guiar-se pel nom del pare i, per exemple, tindrien dificultats per a identificar aquestes persones a la guia telefònica.

## Nomenament matronímic com a opció
La gran majoria de islandesos porten el nom del pare, però en alguns casos el nom de la mare s'usa per diverses raons. De vegades el nen o els pares legals desitgen posar fi als llaços socials amb el pare. Algunes dones el fan servir com una declaració social, i d'altres persones simplement trien aquesta opció per mer estil i no res més. En tots aquests casos, el procediment és exactament el mateix.

## Ramificacions culturals
Sovint, a persones d'altres cultures els sembla inusual que els islandesos s'anomenen els uns als altres pel primer nom. Per exemple, l'exprimer ministre Halldór Ásgrímsson no l'anomenarà Ásgrímsson o senyor Ásgrímsson un altre islandès. L'anomenaran pel primer nom (o primer i segon, si és que en té), o pel seu nom complet. El significat cultural del cognom islandès no és de ser una part del nom d'un altre, sinó que constitueix una petita descripció de qui és l'individu. Per exemple, Halldór és Ásgrímsson, un fill de Ásgrímur. Legalment, és una part del nom. Culturalment, és una definició de qui va engendrar qui, encara que aquesta definició sembli vaga.
Un altre bon exemple de la manera formal que s'anomena algú a Islàndia és la cantant i actriu Björk. Comunament, "Björk" és considerat un nom artístic o una expressió artística. De fet, Björk és sols el primer nom de Björk Guðmundsdóttir. Per tant, qualsevol islandès se li adreçaria així tant formalment com informalment.

## Curiositats
Com a nota anecdòtica, sempre s'assenyala els petits problemes que sorgeixen quan una família de quatre membres originària d'Islàndia s'inscriu en un hotel a l'estranger i cap dels cognoms d'aquests individus no coincideix.
Els noms dels ciutadans en les llistes telefòniques, o qualsevol altre tipus d'organigrama alfabètic, no estan ordenats pel cognom de l'individu, sinó pel seu nom de pila. Així, Ari Bjarnason aniria davant de Bjarni Arason.